# Bathyepsilonema cobbi
Bathyepsilonema cobbi är en rundmaskart som beskrevs av Steiner 1931. Bathyepsilonema cobbi ingår i släktet Bathyepsilonema och familjen Epsilonematidae. Inga underarter finns listade i Catalogue of Life.